# Esneyder Mena
Esneyder Mena (Unguía, Colombia; 3 de noviembre de 1997) es un futbolista colombiano. Juega como volante creativo y actualmente milita en el Independiente Medellín de la Categoría Primera A colombiana.

## Clubes
| Club                             | País     | Año         |
| -------------------------------- | -------- | ----------- |
| Jaguares de Córdoba              | Colombia | 2017 - 2018 |
| Patriotas Boyacá                 | Colombia | 2018        |
| Correcaminos de la UAT           | México   | 2019-2020   |
| Deportivo Pasto                  | Colombia | 2020-2021   |
| América de Cali                  | Colombia | 2022-2025   |
| Deportivo Independiente Medellín | Colombia | 2025 -      |